# جياكومو بينديتي
جياكومو بينديتي (بالإيطالية: Giacomo Benedetti)‏ هو لاعب كرة قدم إيطالي في مركز الوسط، ولد في 8 مارس 1999 في مونتيبولسيانو في إيطاليا.

## وصلات خارجية
- جياكومو بينديتي على موقع قاعدة بيانات كرة القدم.إي يو (الإنجليزية)
- جياكومو بينديتي على موقع Soccerway.com (الإنجليزية)
- جياكومو بينديتي على موقع عالم كرة القدم.نت (الإنجليزية)